# Lenoir (North Carolina)
Lenoir is een plaats (city) in de Amerikaanse staat North Carolina, en valt bestuurlijk gezien onder Caldwell County.

## Demografie
Bij de volkstelling in 2000 werd het aantal inwoners vastgesteld op 16.793.
In 2006 is het aantal inwoners door het United States Census Bureau geschat op 18.018, een stijging van 1225 (7,3%).

## Geografie
Volgens het United States Census Bureau beslaat de plaats een oppervlakte van
42,9 km², geheel bestaande uit land. Lenoir ligt op ongeveer 383 m boven zeeniveau.

## Geboren
- Kary Mullis (1944–2019), biochemicus en Nobelprijswinnaar (1993)

## Plaatsen in de nabije omgeving
De onderstaande figuur toont nabijgelegen plaatsen in een straal van 12 km rond Lenoir.